# زمن أبو الدهب (فلم)
فيلم مصري تم عرضه في 1 يناير 2014 مدة الفيلم 100 دقيقة من تاليف عطيه نجم وإخراج عادل الكومي

## قصة الفيلم
يتناول الفيلم في إطار درامي اجتماعي حول عصابة تمارس نشاطات محظورة كتجارة المخدرات وتهريب الآثار وخلافه وتنتشر المواد المخدرة، وخاصة الكيمائية بين الشباب في الأحياء الشعبية، وما يترتب على ذلك في تغيير تصرفات الشباب للأسوء.

## أبطال الفيلم
- أمين عبده
- عادل الكومي
- عطيه نجم
- منة الشريف
- عايدة رياض
- محمد متولي
- أحمد ماهر
- مجدي فكري
- إيناس نور
- شروق
- وفاء السيد
- محمد الصاوي
- زكي لوجو
- عبدالسلام الدهشان
- شيرين فتحي
- حسين أبو حجاج
- حسن الثغر
- مجدي عبدالحليم
- هشام كامل
- محمد الشربيني
- أحمد مصطفى
- علي عبدالرحيم
- ناهد عفيفي
- عادل نور
- فاطمة كشري
- مي سيف
- ريهام فاروق
- عاطف بونو
- حمادة نجم
- بدوي فهمي
- سندس
- محمود الحفناوي
- عيد أبو الحمد
- مصطفى عبدالفتاح
- حسن الهلالي
- وحيد شعبولا
- سامر المنياوي
- محمد دياب
- صباح الجيوشي
- راندا عوض
- حسن يوسف
- سمير كامل
- محمد مصطفى
- جمال حجازي
- محمود عامر
- عبير الضمراني
- ندى سيف النصر
- هناء سعيد
- سعد بلح

## طاقم الفيلم
- عطيه نجم. (قصة وسيناريو وحوار)
- عادل الكومي. (مخرج)
- رأفت وجدي. (مخرج منفذ)
- عماد شحاتة. (مدير إنتاج)
- شريف الشيمي. (مدير التصوير)
- رأفت حسن. (منتج فني)
- الامين للإنتاج الفني والتوزيع السينمائي